# Crepidotus thermophilus
Crepidotus thermophilus är en svampart som först beskrevs av Rolf Singer, och fick sitt nu gällande namn av Aime, Baroni & O.K. Mill. 2002. Crepidotus thermophilus ingår i släktet rödmusslingar och familjen Inocybaceae.   Inga underarter finns listade i Catalogue of Life.